# Holzweiher (Neukirch)
Der Holzweiher ist ein Weiher auf der Gemarkung der Gemeinde Neukirch im Bodenseekreis im Südosten Baden-Württembergs.

## Lage
Das Gebiet um den See gehört naturräumlich zum Westallgäuer Hügelland. Der rund 1,2 Hektar große Holzweiher liegt dort in einer Geländesenke auf ungefähr 570 m ü. NN Höhe etwa einen Kilometer von der Neukircher Ortsmitte entfernt in der Mitte einer über 1 km² großen Waldinsel, die von einer langen Wiesenbucht aus dem Westen durchbrochen wird. Der Wald teilt sich in die Gemarkungen Oberer Schorren, Unterer Schorren und Seehalden, jeweils mit einer zentralen Erhebung. Um den Wald herum liegen, außer dem Hauptort Neukirch der Gemeinde im Südosten, die ihr zugehörigen Weiler Landolz (Norden), Neuhaus (Osten) und Oberrussenried (Nordwesten).

## Hydrologie
Der Holzweiher entstand gegen Ende der letzten Eiszeit vor circa 16.000 Jahren als Schmelzwassersee. Er hat ungefähr die Kontur eines abgerundeten Dreiecks mit Seitenlängen zwischen 120 und 140 Metern. Ein schmaler Verlandungsgürtel sowie Röhricht- und Riedflächen umgeben das Ufer. Dem Weiher fließt oberflächlich nur ein kurzer Oberlauf des Seewiesengrabens aus dem Ried zu, der ihn dann durch das Naturschutzgebiet Igelsee in zunächst nördlicher, bald östlicher Richtung zur Essach, dann weiter über die Haslach, die Untere Argen und die Argen in einem weiten Rechtsbogen in den etwa 14 Kilometer südwestlich von ihm gelegenen Bodensee entwässert.

## Flora und Fauna
Der Holzweiher ist Lebensraum und Laichgebiet für Erdkröten, Grasfrösche und Molche sowie Karpfen, Karauschen, Rotaugen, Rotfedern und Schleien.
Im Bereich des Weihers beobachtete Pflanzen-Arten:
- Sumpfdotterblume (Caltha palustris), eine Art aus der Familie der Hahnenfußgewächse
- Weiße Seerose (Nymphaea alba), im Volksmund oft als Wasserlilie bezeichnet, eine Art aus der Familie der Seerosengewächse

## Nutzung
Heute wird im Holzweiher geangelt und in einem begrenzten Bereich auch gebadet.

## Wanderwege
Am Weiher entlang verlaufen einige ausgeschilderte Wanderwege, unter anderem die zweite Etappe des Jubiläumswegs Bodenseekreis, ein 111 Kilometer langer Wanderweg, der 1998 zum 25-jährigen Bestehen des Bodenseekreises ausgeschildert wurde. Er führt über sechs Etappen durch das Hinterland des Bodensees von Kressbronn über Neukirch, Meckenbeuren, Markdorf, Heiligenberg und Owingen nach Überlingen.